# Pandemia de gripe A (H1N1) de 2009-2010 en Estados Unidos

Casos confirmados de humanos con la fecha conocida de la enfermedad (EE. UU., 27 de abril de 2009).

La pandemia de gripe A (H1N1), que se inició en 2009, entró en los Estados Unidos el 28 de marzo del mismo año. Éste fue el segundo país en notificar casos de gripe A en el continente americano.
En la primavera del hemisferio norte de 2009, un brote de una nueva cepa de gripe (también conocida en los Estados Unidos como gripe porcina), infectó por primera vez a varias personas en México y en los estados estadounidenses de California y Texas.
El 12 de julio de 2009, la secretaria del Departamento de Salud, Kathleen Sebelius, dijo que la vacuna para combatir la nueva gripe (H1N1) estaría disponible en Estados Unidos a partir del mes de octubre del mismo año, época en cual se pronosticó que podría aumentar considerablemente el número de personas contagiadas por el virus.
Al 19 de noviembre de 2009, los casos de la gripe A (H1N1) se habían extendido en 48 estados, en el Distrito de Columbia, y en las dependencias de Puerto Rico, Guam, Samoa Americana, Islas Vírgenes de los Estados Unidos, e Islas Marianas del Norte, con de más de 90 mil casos confirmados, y más de 2100 muertes en los 50 estados, en el Distrito de Columbia, y en las dependencias de Guam, Islas Vírgenes Estadounidenses, y Puerto Rico. El 23 de octubre de 2009, el presidente Barack Obama autorizó más recursos contra la gripe, cuando declaró emergencia nacional sanitaria.

## Primeros casos
El 28 de abril de 2009, el director de los Centros para el Control y Prevención de Enfermedades confirmó la primera muerte en los Estados Unidos a causa de la gripe A (H1N1). Los resultados confirmaron que un bebé de 23 meses, de México que visitaba Texas, murió de la gripe en Houston. También, el 29 de abril de 2009, el Presidente Obama urgió a todas las escuelas del país a considerar cerrarlas en caso de que la propagación siguiera aumentado en las escuelas. Para el 1 de mayo, debido al brote de gripe A en Estados Unidos se obligó a cerrar temporalmente 433 colegios de todo el país, afectando a 245.500 estudiantes. Al 3 de mayo, de 226 casos confirmados por los CDC, muy pocos eran mayor a 50 años de edad, y 30 personas (13 % del total), la mayoría niños y adultos jóvenes, fueron hospitalizados.
Los Centros para el Control y Prevención de Enfermedades (CDC) identificó los dos primeros casos de porcina A/09(H1N1) en California el 17 de abril de 2009 gracias al 'Border Infectious Disease Program', y por el San Diego County Child, y por una investigación del ejército en un diagnóstico de un examen especial, donde muestras de influenza de niños en el condado de Imperial. El 21 de abril fue elevada la vigilancia para encontrar nuevos casos en California y Texas y el CDC determinó una cepa de un virus que era genéticamente similar conocida como gripe porcina (H1N1) que circula entre los cerdos en los Estados Unidos desde 1999. Se estableció que el virus era una combinación de virus humanos, porcina norteamericana y porcina euroasiática; los virus de los primeros dos casos en California resultaron ser resistentes a la amantadina y la rimantadina, dos medicamentos antivirales de gripe común. Los siete casos en California no tuvo ningún contacto con cerdos o en los casos de Texas, llegando a la conclusión que el virus era transmitido de humano a humano.

## Brote a lo largo de los EE.UU.
Los casos del virus A (H1N1) se esparcieron rápidamente a lo largo de los Estados Unidos, particularmente los brotes surgieron en los estados de Texas, Nueva York y California. Los primeros casos estaban relacionado con personas que habían viajado a México, y la mayoría eran estudiantes que habían viajado a dicho país durante las vacaciones de primavera. El 5 de mayo de 2009, el CDC confirmó una muerte, 286 casos confirmados de gripe H1N1 a lo largo de 36 estados, 35 hospitalizaciones, y esperaba que el virus H1N1 se esparciera por todos los estados. Al 5 de mayo de 2009, el número de infectados se había incrementado a 403 y la segunda muerte fue confirmada en Texas el 5 de mayo. El CDC y oficiales del gobierno expresaron su optimismo de precaución sobre la severidad y expansión del virus H1N1. Algunas personas alegaron que la expansión del virus se debía a los inmigrantes ilegales que entraban al país.
Al 3 de mayo, de los 226 casos confirmados ese día por los CDC, muy pocos eran mayor a 50 años de edad, y 30 personas (13 % del total), la mayoría niños y adultos jóvenes, fueron hospitalizados. Para el 5 de mayo, se habían confirmado 403 casos por los CDC, y una segunda muerte fue confirmada en el estado de Texas.
Al 26 de junio, las estadísticas reflejaron que Estados Unidos poseía la mitad de los infectados por la Gripe A (H1N1) en el mundo, lo que lo convirtió como el país con mayor cantidad de infectados por Gripe A en el mundo y muertes, con 27.717 casos y 127 muertes registradas.
Para esa fecha la Organización Mundial de la Salud (OMS), tenía como total a nivel mundial de contagios casi 60.000 y 263 fallecidos.

### Fiestas de gripe A
En el verano de 2009 las fiestas de gripe A se convirtieron en una moda en los Estados Unidos e Inglaterra. A ellas acuden padres que llevan a sus hijos para jugar con niños infectados por el virus A (H1N1), con la intención de que se contagien de la enfermedad para inmunizarse antes de que llegue la segunda oleada.

### Invierno 2009-2010
La Casa Blanca anunció el 25 de agosto de 2009 que se preparaba para el peor de los escenarios este invierno. Un informe del Consejo Asesor para la Ciencia y la Tecnología de Estados Unidos remitió un informe a la Administración Obama donde se prevé que el virus de la gripe A (H1N1) infectaría a la mitad de su población de entre 60 y 120 millones de ciudadanos y llevará a los hospitales a 1 800 000 personas. Según el trabajo presentado por el Consejo, el virus podría causar la muerte de hasta 90 000 personas, el triple de lo que suele ocasionar las gripes comunes, que normalmente afectan a personas ancianas. La porcina, en cambio, no parece hacer distinciones de edad. El informe deja claro que será incomparable a la pandemia de 1918-1919, pero también advierte de que supone "una amenaza sanitaria grave".
A mediados de noviembre, la CDC dijo que la gripe A (H1N1) había causado al menos la muerte de unos 3900 estadounidenses entre abril y octubre, incluyendo a más de 500 menores de edad.
Además de los datos disponibles anteriormente, mostraron que la gripe pandémica había infectado a unos 22 millones de estadounidenses y llevó a 98 000 personas a ser hospitalizadas, dijeron los Centros para la Prevención y el Control de Enfermedades (CDC, por su sigla en inglés). De esos totales, los niños suman 8 millones de infectados, 36.000 hospitalizados y 540 muertos.

## Severidad de la cepa
La nueva cepa fue identificada como una combinación de diferentes cepas de Influenzavirus A, subtipo H1N1, incluyendo cepas separadas de este subtipo circulando en los humanos (véase influenza humana) y en cerdos (véase influenza porcina). La cepa se transmite entre los humanos y se informó de que en México había una alta tasa de mortalidad. La Organización Mundial de la Salud (OMS) y el Centros para el Control y Prevención de Enfermedades (CDC por sus siglas en inglés) expresaron serias preocupaciones por una posible pandemia mundial. Se informó, que debido a que el virus ya se estaba esparciendo, la contención del mismo sería imposible. El domingo 26 de abril de 2009, numerosas escuelas y distritos escolares en los Estados Unidos anunciaron que cerrarían sus puertas debido al brote.
Mientras tanto, el 28 de abril de 2009 un artículo de la CNN afirmó, "No se había confirmado las muertes en los Estados Unidos relacionadas con la gripe porcina al martes por la tarde. Sin embargo, otro virus ha matado a miles de personas desde enero y se espera siga matando a cientos de personas cada semana durante el resto del año. ¿Esa? La gripe ordinaria... No menos de 800 muertes relacionadas de gripe se registraron en una semana entre el 1 de enero y el 18 de abril, la última semana de la que se dispone cifras."
Además, el 29 de abril, las cifras de muertes relacionadas por la gripe en México podían ser menores dijo el Dr. Gregory Evans, presidente de la Asociación de Microbiología Médica y Enfermedades Infecciosas de Canadá y miembro del comité federal pandémico:

Había mucha especulación y lo que parecían ser pruebas, había docenas y docenas de muertes. Cuidadosos análisis mostraron que estas personas probablemente murieron de otra cosa, y no de gripe porcina. Eso es realmente una buena noticia, y que se ajustan a lo que hemos visto fuera de México.

Por otra parte, otro experto canadiense, el Dr. Neil Rau, criticó la decisión de la OMS en elevar su alerta de pandemia al nivel 5, diciendo;:

No estoy de acuerdo (la OMS) porque creo que es un pánico nada más, no una pandemia. [...] Si una enfermedad con síntomas de gripe no es mortífera, no se cual es la causa para la alarma de las personas que no están enfermas por este virus. [...] Estoy muy ansioso por saber que tan peor es esta gripe con la gripe estacional. Hasta ahora, al parecer no es tan grave.

En una conferencia de prensa el 20 de mayo, el Dr. Daniel Jernigan del CDC dijo, que 247 individuos habían sido hospitalizados y más del 70 % de esos pacientes tenían enfermedades crónicas, incluyendo a embarazadas, asma y problemas del corazón.

## Respuesta
Al 26 de abril la Respuesta Federal en los Estados Unidos de Pandemia permanecía en la etapa a 0, congruente con la Organización Mundial de la Salud (OMS) Fases Pandémicas 1, 2 y 3; sin embargo, el 27 de abril la OMS elevó la alerta a 4, congruente con la alerta a 2 en los Estados Unidos. El 29 de abril la OMS subió el nivel de alerta de pandemia a la fase 5. Obama además ordenó el cierre de los colegios donde estudiaban los jóvenes afectados y pidió al Congreso que liberara 1500 millones de dólares $.
El gobierno federal de los Estados Unidos declaró un estado de emergencia de sanidad, y varios estados indicaron que harían lo mismo. La Secretaria de Defensa Janet Napolitano señaló que esta declaración era el procedimiento estándar, que también fue usado en el año 2009 durante las inundaciones en varios estados y la investidura presidencial de Barack Obama.

### Casa Blanca y declaración de emergencia sanitaria

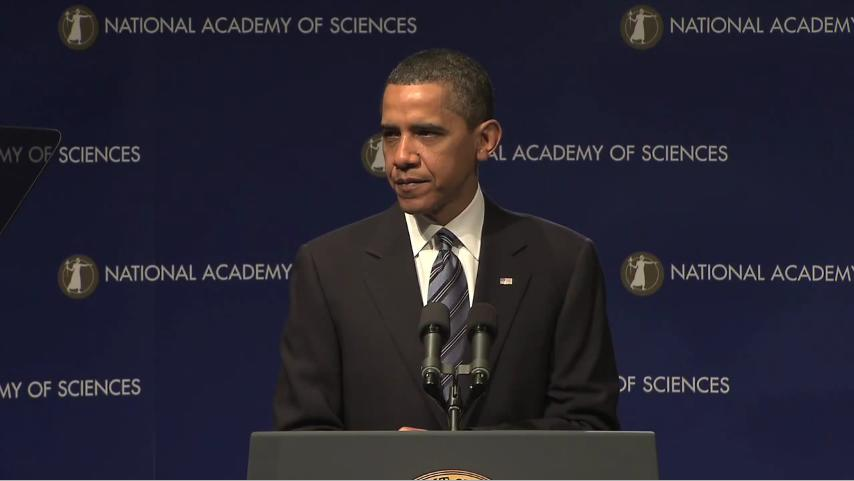
Presidente Barack Obama durante su discurso en la Academia Nacional de Ciencias el 27 de abril.

Un portavoz de la Casa Blanca dijo, "La Casa Blanca está tomando en serio la situación y el seguimiento ante cualquier novedad. El presidente ha sido plenamente informado." El presidente Barack Obama dijo "Estamos vigilando de cerca los nuevos casos de gripe porcina ". Él también dijo, "Esto es obviamente un caso de preocupación ... pero no es una causa de alarma".
El Secretario de Prensa de la Casa Blanca, Robert Gibbs dijo que el esfuerzo para obtener un equipo para responder a los problemas de sanidad no habían sido obstaculizado por la falta del nombramiento del secretario de Salud y Servicios Humanos u otros nombramientos de los otros departamentos. La nominada del presidente, la Gobernadora de Kansas Kathleen Sebelius, esperaba la confirmación del Senado de los Estados Unidos que se esperaba el 28 de abril. El presidente tampoco anunció un nombramiento para el Comisionado de la Administración de Alimentos y Drogas, el Cirujano General, o el director de los Centros para el Control y Prevención de Enfermedades. El actual director general de Sanidad, Steven K. Galson, también está sirviendo como subsecretario de Salud.
Después de más de seis meses de que se iniciara la pandemia de la nueva gripe, el presidente Obama declaró emergencia sanitaria nacional el 23 de octubre de 2009. A través de esa medida -que fija exenciones de requerimientos fiscales- se reforzará la capacidad de las instituciones sanitarias para manejar la afluencia de pacientes contagiados.

### Centros para el Control y Prevención de Enfermedades
Durante la semana del 19 de abril, la CDC activó sus Centros de Operaciones de Emergencias (EOC por sus siglas en inglés) para aumentar las investigaciones de nuevos casos de la gripe A (H1N1). Más de 250 profesionales de los CDC trabajan para detectar los casos.
En una conferencia de prensa el 27 de abril, el del CDC Dr. Richard Besser indicó que de los 40 casos confirmados en los Estados Unidos durante ese tiempo, solo un individuo había sido hospitalizado. También dijo que la edad promedia de los contagiados era de 16 años con un rango de 7 a 54 años.
Al 29 de abril de 2009, solo la CDC puede confirmar casos de gripe porcina en los Estados Unidos. Los expertos de la CDC dijeron que ofrecerían esa semana hacer exámenes para detectar casos en los laboratorios estatales.
En los Estados Unidos, la mayoría de los 70 laboratorios del Sistema Nacional Respiratorio y Vigilancia de Virus Entéricos(NREVSS) no reportaban el virus del subtipo A. Sin embargo, en 2007 la infección humana con el nuevo virus influenzavirus A fue dado a conocer nacionalmente. Las infecciones del nuevo virus de influenza A incluye a todas las infecciones humanas con virus de influenza A que son diferentes del que actualmente circula entre los humanos del virus de las cepas H1 H3. Estos virus incluyen los subtipos como origen no humano y aquellos que no están categorizados con métodos normalizados. La nueva cepa responsable para este brote fue uno de estos virus.
Al 4 de mayo de 2009, los CDC reportaron que habían entregado el 25 % del inventario de medicamentos del Strategic National Stockpile para repartirlo en varios estados.
Inicialmente los CDC habían recomendado que las escuelas con casos cerraran las escuelas hasta al menos 2 semanas. Varias escuelas y distritos escolares cerraron en todo el país, inclusive con solo casos de 'probable'. El 5 de mayo, el CDC se retractó al decir que las escuelas cerradas por este brote ya podían abrir. Durante ese tiempo al menos 726 escuelas a nivel nacional con más de 480,000 estudiantes cerraron. Los CDC enmendaron su aviso citando, que había nueva información sobre la severidad de la enfermedad y la limitación sobre el control de medidas de clausuras de escuelas. El nuevo aviso decía, "Las decisiones sobre el cierre de escuelas debe ser a discreción de las autoridades locales en base de consideraciones locales, incluyendo la preocupación pública y el impacto del absentismo escolar y falta de personal."

### Administración de Alimentos y Drogas
La Administración de Alimentos y Drogas (FDA por sus siglas en inglés) autorizó el uso de emergencia de medicinas y exámenes para diagnosticar la gripe. (FDA forma parte del Departamento de Salud y Servicios Humanos.) La FDA también dijo que respondía a esta amenaza al:
- Trabajando con otras agencias del gobierno y manufacturadoras en una serie de cuestiones relacionadas con medicamentos antivirales.
- Crecimiento de la gripe A (H1N1) y la preparación de vacunas, para pueden utilizarse eventualmente para producir una vacuna segura y eficaz.
- Ayudar a preparar los reactivos necesarios para la producción de vacunas y coordinarse estrechamente con otros organismos de salud pública para el desarrollo clínico y de pruebas.
- Acelerar el acceso a las nuevas herramientas de diagnóstico para este virus de gripe A (H1N1)[52]

El 6 de mayo de 2009, la FDA anunció que había aprobado una nueva planta de fabricación de vacuna contra la gripe estacional, propiedad de Sanofi Pasteur, que también podría utilizarse para la fabricación de una nueva vacuna para la cepa H1N1 de gripe. La FDA cambien emitió un aviso para los consumidores al tener precaución de productos que alegan curar o prevenir la gripe A (H1N1).

### Otras agencias federales
Departamento de Seguridad Nacional
- La Secretaria Janet Napolitano afirmó que la DHS es la oficina principal para incidentes como el brote de gripe H1N1, y “bajo esa función, hemos liderado en verdadero esfuerzo de colaboración.”[55] El Departamento de Seguridad Nacional también tiene un documento, de fecha 1 de noviembre de 2005, titulado "Estrategia nacional para la pandemia de gripe", detallando la planificación para una posible pandemia.[56]
- Departamento de Estado

El Departamento de Estado sugirió que los viajeros a México, se mantuvieran en alerta con respecto a la guía de salud pública en México, pero no impuso ninguna restricción para los ciudadanos estadounidenses a México. Sin embargo, el Departamento de Estado si recomendó a los ciudadanos estadounidenses a no hacer viajes que no sean esenciales a México.
- Departamento de Agricultura

El Departamento de Agricultura (USDA) informó de que ningún porcino había sido infectado, pero que la USDA monitoreaba los efectos de infecciones en los EE. UU.
- Departamento de Comercio

El Departamento de Comercio envió una carta a Rusia y China para que levantaran sus restricciones con respecto a la carne porcina en los Estados Unidos.
- Departamento de Defensa

El Departamento de Defensa (DOT por sus siglas en inglés) monitorea la situación de la gripe A (H1N1) y afirmó que tienen un plan de contingencia ante cualquier brote de influenza. Al 7 de mayo de 2009, el DOD notificó 104 casos confirmados dentro del personal de las Fuerzas Armadas y de sus familiares.
- Departamento de Educación

El Departamento de Educación provee información y guía para todas las escuelas afectadas por la gripe, al igual que precauciones.

### Industria aérea
Varias aerolíneas anunciaron cancelaciones a México debido a la influenza. Varios cruceros incluso cambiaron sus itenerarios para no ir a México, optando por otros lugares como San Diego, California.

### Vacuna
El Gobierno anunció a principios de julio que gastaría 884 millones de dólares para comprar más ingredientes y elaborar una vacuna para la gripe A (H1N1), según informó la secretaria del Departamento de Salud y Servicios Humanos (HHS por sus siglas en inglés) Kathleen Sebelius.
Las farmacéuticas Sanofi Aventis, GlaxoSmithKline, Novartis y la unidad Medimmune de AstraZeneca se dijo que recibirían el dinero bajo los contratos existentes. El HHS anteriormente ya había asignado 649 millones de dólares a la compra de vacunas elaboradas mediante el uso del virus H1N1 de gripe porcina, y otros 283 millones más para la compra de coadyuvantes, ingredientes que ayudan a fortalecer el sistema inmunitario y hacen que la vacuna funcione mejor.
El 12 de junio de 2009 la empresa Novartis, subsidiada por el gobierno de Estados Unidos, anunció haber producido el primer lote de vacunas contra el virus, pero la misma recién se encontrará disponible en la primavera austral.
Mientras tanto, el Presidente, Barack Obama, pidió a las autoridades estatales y locales del país que se preparasen para un posible rebrote de la gripe A a finales del 2009 y para administrar una futura vacuna a millones de personas.
Por otra parte, el director del Instituto Nacional de Alergias y Enfermedades Infecciosas, Anthony Fauci, aseguró durante el citado encuentro que las vacunas empezarían a probarse en los laboratorios a comienzos de agosto. "El objetivo de estas reuniones es lanzar una campaña nacional sobre la gripe en la que se involucren todos los sectores del gobierno, el federal, el estatal y el municipal, para compartir experiencias y ejemplos de buenas prácticas y discutir prioridades", afirmó Sebelius.
A pesar de que aún no se sabía quienes serían las primeras personas en vacunarse, Sebelius aseguró que no se había tomado ninguna decisión oficial sobre el proceso de vacunación, aunque se esperaba que los primeros en recibirla serían niños en edad escolar, adultos jóvenes con enfermedades como asma que los hacen vulnerables, mujeres embarazadas y trabajadores de la salud.

## Estados infectados

### Alabama
En Alabama, dos niños en una escuela elemental en Madison fueron declarados por el oficial de Salud Estatal Don Williamson como portadores de la cepa de porcina, al presentar un patrón del 95 % similar al del virus A (H1N1). Todas las escuelas públicas y privadas y guarderías en el condado de Madison, incluyendo a las ciudades de Huntsville y Madison, fueron cerradas por dos días. El 30 de abril, una mujer de Montgomery de alrededor de 20 años fue diagnosticada como un "caso probable". El 1 de mayo, un tercer niño en el distrito escolar del condado de Madison se convirtió en el cuarto individuo en ser diagnosticado como de caso "probable" de influenza. Subsecuentemente, uno de los dos chicos de la escuela elemental de Madison se convirtió en el primer caso confirmado de Alabama. Después de una consulta por parte del Departamento de Sanidad de Alabama el 3 de mayo de 2009, todas las escuelas elementales de la ciudad de Madison permanecerían cerradas hasta el 13 de mayo de 2009.
El 8 de mayo de 2009, el Departamento de Salud de Alabama reportó 4 casos confirmados y 27 casos probables de gripe A (H1N1).
Al 22 de octubre, el número de casos de personas infectadas en el estado de Alabama era de 2593 y 20 personas fallecidas.

### Alaska
El 10 de mayo de 2009, la División Estatal de Salud Pública de Alaska notificó el primer caso probable en un tripulante de un crucero de Royal Caribbean que había arribado a Alaska.
Al 21 de octubre, las autoridades sanitarias del estado de Alaska tenían confirmado 460 casos y 5 muertes.

### Arkansas
El 8 de mayo de 2009, el Departamento de Salud de Arkansas había informado de 5 casos confirmados de gripe A (H1N1). Cuatro casos fueron de Camp Robinson, una base de la Guardia Costera de los Estados Unidos localizada en North Little Rock en el condado de Pulaski.
Al 22 de octubre, las autoridades de salud pública de Arkansas, habían informado de al 9 fallecimientos.

### Arizona
El 28 de abril, del Departamento de Sanidad de Arizona entregó muestras de cuatro pacientes con síntomas de la gripe al CDC para su confirmación. Esas cuatro muestras fueron confirmadas como positivas del virus de gripe A H1N1, y todos eran estudiantes elementales del área metropolitana de Phoenix. Tres escuelas en la zona fueron cerradas por siete días por precauciones.
Oficiales del Departamento de Sanidad informaron que tenían 58,000 unidades para tratamientos, y que habían recibido un cuarto de los antivirales del estado con más de 200,000 del Strategic National Stockpile.
El 14 de mayo de 2009, una mujer del condado de Maricopa, con un mal pulmonar, se convirtió en la cuarta persona del país en morir infectada con gripe A (H1N1), indicaron las autoridades sanitarias. El Departamento de Salud del Condado de Maricopa reportó que la mujer cuarentona murió la semana pasada de aparentes complicaciones de la nueva cepa de influenza.
Al 28 de junio, las autoridades sanitarias de Arizona habían confirmado al menos 729 personas contagiadas y 9 fallecimientos provocadas por la pandemia de gripe A (H1N1).

### California
Los primeros dos casos detectados en los Estados Unidos, fueron dos niños del condado de San Diego y el Condado de Imperial, que enfermaron el 28 y el 30 de marzo. Una alerta de la CDC sobre la preocupación de dos casos aislados salió a la luz pública el 21 de abril. Al 24 de abril se conocían ocho casos en los Estados Unidos, incluyendo a seis del Sur de California. Los pacientes se recuperaron después. El director del Centro para el Control y Prevención de Enfermedades (CDC) dijo que las pruebas preliminares en siente de los catorce pruebas de pacientes en México coincidían con los encontrados en los Estados Unidos, por lo que los expertos dijeron que se trataba de una nueva cepa de gripe porcina. Ninguno de los pacientes en los Estados Unidos tuvo contacto alguno con cerdos, llegando a la conclusión que la transmisión era de humano a humano.
El Gobernador Arnold Schwarzenegger y el estado de California activaron el Centro de Operaciones de Emergencia en Conjunto del Departamento de Salud Pública, con coordinación con la Agencia del Manejo de Emergencia de California, la CDC, y el gobierno de México. El estado después anunció que estaban en precaución en caso de nuevos brotes.
La Escuela Católica St. Mels en Fair Oaks fue cerrada en el condado de Sacramento por el Departamento de Sanidad notificando que un estudiante del 7.º grado había avisado de tener síntomas después de haber regresado de unas vacaciones en México, en la cual resultó ser positivo del tipo A. El 27 de abril, oficiales de la CDC confirmaron que el estudiante había resultado ser positivo de la gripe porcina. Después el 27 de abril, oficiales de Sanidad Pública informaron más casos, llegando a un total de 13 en el estado, con otros dos casos considerados como probables.
El 28 de abril el Coronel del Departamento del Condado de Los Ángeles anunció que investigaba la muerte de dos personas, y los examinaría para una posible gripe porcina. Sin embargo, más tarde se informó que uno de los muertos no estaba relacionado con la gripe. En el condado de Marin, una abuela y su nieta de 20 meses de edad habían sido confirmadas en tener la gripe porcina. Para el 28 de abril, la CDC había confirmado 10 casos de gripe porcina en California.
La Universidad Estatal de California, Long Beach notificó el 29 de abril que un estudiante había dado "positivo" en una prueba del subtipo A. El estudiante mostró síntomas el 26 de abril y fue al servicio de salud del campus el siguiente día. Los resultados del test fueron recibidos por la escuela el 28 de abril y distribuido a todos los estudiantes y la facultad. Desde ese entonces el estudiante no asistió a sus clases después de enfermar y aparentemente era un caso leve de la gripe porcina sin poner su vida en riesgo. Tres escuelas secundarias en el condado de Riverside cerraron el 29 de abril después de que dos adolescentes, de Corona e Indio, fueran confirmadas con el virus. La preparatoria Branham High School en el condado de Santa Clara fue cerrada ese día por una semana, después de que un adolescente se le confirmara como caso probable. La Escuela Elemental Rucker en Gilroy, California cerró el viernes 1 de mayo después de que un estudiante resultara tener síntomas similares. El 1 de mayo al menos tres estudiantes en Grizzly Youth Academy en San Luis Obispo fueron considerados como casos probables de influenza A (H1N1), y al menos 73 estudiantes dijeron sentir síntomas similares, pero la academia siguió abierta.
El 4 de junio, California anunció 798 casos confirmados y 3 muertes. Las primeras muertes fueron confirmadas por el Departamento de Salud Pública de California, una de ellas en el Condado de Los Ángeles, y la otra en el Condado de San Bernardino. Mientras que la otra se dio el 4 de junio en el Condado de Contra Costa, cuando un bebé murió.
El 30 de julio, las autoridades sanitarias de California habían confirmado 699 hospitalizaciones y 82 muertes en varios condados, siendo el condado de San Diego el más afectado con 13 muertes, cuando se anunciaron otras cuatro más en el condado el 29 de julio.

### Carolina del Norte
El director estatal de salud, el Dr. Jeffrey Engel, anunció el 2 de mayo que había 3 casos probables del virus en su estado. El primer caso fue el de un hombre que había viajado al condado de Wake. El otro caso fue el de un residente del condado de Onslow que recientemente había viajado a Texas. En una nota relacionada, se dijo que Carolina del Norte era uno de los 29 estados que no habían almacenado suficiente de medicamentos contra la gripe por las directrices federales. Sin embargo, el Dr. Engel desestimó estas preocupaciones, diciendo, "Creo que el suministro comercial se mantendrá en el momento actual."
Al 31 de octubre de 2009, el estado de Carolina del Norte contaba con 267 hospitalizaciones y 40 muertes.
El 24 de junio se registra la primera muerte en el estado, la víctima, que no había sido identificada, era una persona adulta residente del condado de Guilford que padecía otros problemas de salud.

### Carolina del Sur
Al 30 de abril, se habían confirmado 13 casos del virus de la influenza en el estado de Carolina del Sur. Todos los 13 casos confirmados eran parientes o estudiantes de la academia privada Newberry en Newberry; muchos habían regresado de México. Todas las escuelas cercanas fueron cerradas el 1 de mayo. El Departamento de Salud de Carolina del Sur dijo el 1 de mayo que había 9 casos probables, y otros 22 casos estaban bajo investigación.
Al 14 de mayo, Carolina del Sur contaba ya con 34 personas infectadas.

### Colorado
El 30 de abril de 2009, dos casos fueron confirmados en el estado de Colorado. Los casos confirmados fueron dos personas del Arapahoe que recientemente había llegado de un crucero de México y la otra persona fue ayudador del área de las maletas del Aeropuerto Internacional de Denver. Dos más fueron confirmados el 2 de mayo, ambos del condado de Jefferson. Uno era un estudiante de primaria, por lo que la escuela fue cerrada durante 7 días. El conteo incrementó a 7 el 4 de mayo cuando la Universidad de Colorado en Boulder confirmó que tres de sus estudiantes habían contraído el virus.

### Connecticut
El 28 de abril, se anunció que había tres casos sospechosos de gripe A en Connecticut. las escuelas fueron cerradas debido a los casos en East Haddam y Wethersfield, aunque después el resultado de estos exámenes resultaron ser negativos. El 30 de abril, dos estudiantes en la Universidad de Fairfield fueron anunciado al tener "probablemente" el virus de la gripe, además de otra persona en Glastonbury, llegando a un total de 6. El 1 de mayo, se confirmó el primer caso de gripe A (H1N1) en Connecticut en la localidad de Stratford. El 2 de mayo, el segundo caso confirmado fue un niño de Middlefield que recientemente había regresado con su familia de un viaje de México.
El 3 de junio se anunció la primera muerte en Connecticut, en donde 395 personas se encontraban infectadas por el virus.

### Dakota del Sur
El 27 de abril test de estudiantes de dos casos sospechosos de gripe A/H1N1 en Dakota del Sur dieron negativo. El Centro Médico de la Universidad de Nebraska buscaron en especímenes sospechosos en los residentes de Nebraska. Sin embargo, los resultados dieron negativo.
Al 7 de mayo el estado había confirmado su primer caso de gripe A/H1N1.

### Delaware
El primer caso probable de gripe A (H1N1) para este estado fue notificado el 27 de abril. Cuatro casos probables de la gripe fueron reportados en el campus de la Universidad de Delaware después de que varios estudiantes tuvieron síntomas similares. Los resultados de los tests fueron enviados al CDC para verificar si los estudiantes tenían el virus. El martes, 28 de abril, se dio a conocer que eran portadores del virus. Los estudiantes se recuperaron y el campus instaló una clínica para futuros brotes. Esto indica, de acuerdo a los números por la Universidad de Delaware, 4 casos positivos por gripe A (H1N1) y doce probables.

### Distrito de Columbia
Al 10 de mayo de 2009, el Departamento de Salud del Distrito de Columbia había contado 4 casos confirmados, y 6 casos probables de gripe A (H1N1).

### Florida
El 28 de abril, se notificó que un individuo en la Florida había resultado positivo del tipo A, en la cual es un subtipo del virus A (H1N1). Una muestra de esa persona fue enviada luego a Jacksonville para verificar si tenía el virus. El Gov. Crist anunció los primeros dos casos confirmados del estado el 1 de mayo. Los casos eran niños de los condados de Lee y Broward.
El 3 de mayo, el Departamento de Salud del Condado de Hillsborough anunció 5 posibles casos de la gripe A (H1N1), 4 eran estudiantes, y uno era un familiar que había viajado a México. Tres de las escuelas donde los estudiantes asistían fueron cerradas.
El 7 de mayo, el condado de Alachua anunció su primer caso de H1N1. La persona era un estudiante de la Universidad de Florida, en la cual se recuperó.
El 8 de mayo, un niño de 7 años dio positivo del virus de la influenza en Rockledge, condado de Brevard. Dos otros niños dieron positivos al virus. Los casos, causaron que cerrara el 11 de mayo la Escuela Elemental Golfview en Rockledge.
El 16 de junio, las autoridades sanitarias del condado de Miami-Dade confirmaron la muerte de un niño de nueve años a causa de la gripe A (H1N1). El número de casos en la Florida ascendía a 417.
Al 28 de junio, las autoridades sanitarias del estado de la Florida habían confirmado 941 casos y 2 muertes provocadas por la gripe A (H1N1).
El 10 de julio una mujer residente del Condado Palm Beach murió debido a complicaciones por la gripe porcina, anunció el Departamento de Salud. La mujer del Condado de Palm Beach era una de las siete personas de la Florida que habían muerto a consecuencia de la gripe A (H1N1). Entre las otras víctimas, había tres personas en el Condado de Miami-Dade, una en Condado de Broward una en el Condado de Duval y otra en el Condado de Seminiole.

### Georgia
El primer caso confirmado de la gripe A (H1N1) fue notificado el 30 de abril. Una mujer de Kentucky fue hospitalizada en LaGrange mientras visitaba a su familia en Georgia; ella había visitado México. Mientras que funcionarios de Salud en Georgia lo anunciaron como un caso confirmado para ese estado, el CDC y el Departamento de Salud de Kentucky lo notificó como un caso de Kentucky. Los oficiales estatales mantenían también actualizada a la población vía twitter y dijeron que no tenían planes de cerrar escuelas o instituciones públicas.
El 4 de mayo, el Departamento de Recursos Humanos de Georgia anunció que todas las clases habían sido suspendidas temporalmente en la Eagle's Landing Christian Academy en el Condado de Henry hasta que el CDC confirmara el estatus de los estudiantes que habían enfermado. Ese día, el Laboratorio de Salud Pública de Georgia envió tres casos probables al CDC para su confirmación. El 5 de mayo, la División Pública de Salud de Georgia confirmó tres casos de H1N1 localizados en los condados de Cobb, DeKalb y Henry.

### Hawái
El 4 de mayo de 2009, el Departamento de Salud de Hawái anunció que había tres casos sospechosos de gripe A en ese estado. La gobernadora Linda Lingle anunció que los casos eran leves y se recuperaban en sus casas. El 5 de mayo de 2009, todos los tres casos fueron confirmados en la isla de Oahu por la CDC. Todos los tres casos estaban relacionados con viajes a los Estados Unidos continentales. Un caso era el de un niño que recientemente había viajado a California. Los otros dos casos fueron miembros militantes. Los militares habían viajado a Texas, en la cual una de sus esposas resultó con el virus.
Al 6 de mayo de 2009, se investigaban dos casos adicionales de gripe A (H1N1) por el Departamento de Salud de Hawái.

### Idaho
El domingo, 3 de mayo de 2009, Los Centros para el Control y Prevención de Enfermedades confirmaron la primera infección del estado de una mujer del Condado de Kootenai de alrededor de 60 años. Al martes, 6 de mayo de 2009, de una niña del condado de Ada fue diagnosticado como caso probable.

### Iowa
El 29 de abril se reportaron los primeros dos casos probables de gripe en el condado de Des Moine u el condado de Clinton, una mujer de California, y la otra un hombre de México. El 3 de mayo otro caso fue encontrado en el condado de Marshall por lo que tuvieron que cerrar las escuelas. En la semana del 28 de febrero de 2009, un pequeño de 3 años se contagió debido a que tuvo contacto cercano con cerdos. A principio de mayo, los casos subieron a 43. Algunos estaban en el condado de Polk.

### Illinois
El primer caso probable de la gripe porcina fue detectada el miércoles, 29 de abril. Una escuela elemental en el barrio Rogers Park de Chicago, en la parte norte de la ciudad, fue cerrada porque un estudiante de 12 años se dijo que tenía la enfermedad. El CDC condujo las pruebas para confirmar el caso, mientras el estudiante se recuperaba en su casa. En Batavia, dos estudiantes de Rotolo Middle School tenía un caso probable de la gripe A (H1N1), causando la clausura de la escuela. El 30 de abril, más de 40 casos probables fueron identificados por las autoridades sanitarias estatales. Además de los 16 casos en la ciudad de Chicago, y 11 en los alrededores del condado de Cook, y casos fueron reportados en los condados de Kane, Lake, DuPage, McHenry y Will. Varias escuelas en las zonas afectadas fueron cerradas temporalmente.
El 25 de mayo de 2009, se confirmó la primera muerte del estado de Illinois, el de un habitante del área de Chicago, que presentaba otras complicaciones de salud.
Al 28 de junio, las autoridades sanitarias del estado de Illinois habían confirmado 2858 casos, y 12 muertes.

### Indiana
El 28 de abril, un estudiante de la Notre Dame fue confirmado como el primer caso de gripe porcina del estado. El paciente no había viajado recientemente a México o estado en contacto con alguien que viajó a México, y "está bien" según Judy Monroe, la comisionada del Departamento de Sanidad de Indiana. El estudiante luego fue puesto en cuarentena voluntaria.

### Islas Vírgenes
Al 29 de junio, las Islas Vírgenes de los Estados Unidos contaban con un caso confirmado por la gripe A (H1N1).

### Iowa
El 29 de abril, dos casos probables de gripe A (H1N1) fueron reportados en el condado de Des Moines y el condado de Clinton. Una mujer de California, la otra persona fue uno de México. El 3 de mayo, otro caso fue encontrado en el condado de Marshall causando que se cerraran varias escuelas. En la semana del 28 de febrero de 2009, un niño de tres años obtuvo la gripe porcina debido al contacto con cerdos, pero no la misma cepa que la H1N1.

### Kansas
El 25 de abril, oficiales de salud en Kansas anunciaron dos casos nuevos de la gripe porcina, confirmados en el condado de Dickinson, Kansas, luego que ambos fueran aislados. La semana anterior, un paciente había viajado a México en avión para asistir a una conferencia profesional; este paciente y su esposa experimentaron síntomas mínimos de influenza.

### Kentucky
Una mujer que hizo un viaje a Georgia llegó con gripe, y su caso fue después confirmado por la CDC. Sin embargo, este caso solo cuenta como parte del conteo de Georgia, y no de Kentucky.

### Luisiana
El 3 de mayo, el CDC confirmó 7 casos en Luisiana. Cinco casos fueron de la Parroquia de Lafayette, y un caso en la Parroquia de Orleans y la Parroquia de Ascension. Varios casos sospechosos fueron reportados en la Parroquia de St. Martin y la Parroquia de St. Tammany fueron encontrados como negativos.
El 3 de mayo, el estado de Luisiana había dicho que el estado contaba con 23 casos probables de gripe A (H1N1).
Al 28 de junio, las autoridades sanitarias de Luisiana tenían confirmado al menos 158 casos y ninguna muerte.

### Maine
El 29 de abril se confirmaron 3 casos del virus H1N1 (gripe norteamericana o gripe porcina) fueron confirmados en Maine, según el Centro de Control de Enfermedades de Maine. Los tres adultos dos del condado de Kennebec y uno de condado de York, se recuperaban en casa. La Dr. Dora Anne Mills, directora del CDC de Maine dijo el 28 de abril que al menos 12 sospechosos eran examinados.
Al 29 de abril en Maine se habían reportado 3 casos confirmados y al menos 12 personas fueron examinadas por el virus por síntomas sospechosos. El 29 de abril el Gobernador de Maine John Baldacci declaró una "emergencia civil" y ordenó que todas las escuelas en el condado de York cerraran por 7 días.
Al 3 de mayo el estado de Maine ya había confirmado al menos 7 personas infectadas por el virus

### Maryland
Al 1 de mayo de 2009, 11 casos probables habían sido identificados en Maryland, en los condados de Anne Arundel, Baltimore, Charles, Prince Georges y Montgomery. Uno de estos casos, dio como resultado en Rockville, la clausura de la escuela Rockville High School, la primera escuela en Maryland en cerrar debido al brote. El 1 de mayo, otras tres escuelas del estado fueron cerradas.
Al 5 de mayo, la preparatoria Rockville High School había reabierto. Cuatro de los casos probables de Maryland fueron confirmados el 4 de mayo, incluyendo dos adultos y un niño del condado de Baltimore al igual que un joven en el condado de Anne Arundel.

### Massachusetts
Casos confirmados por condados
- 1 Barnstable[169]
- 2 Bristol
- 1 Franklin
- 3 Hampshire
- 30 Middlesex
- 3 Norfolk
- 2 Plymouth
- 3 Suffolk
- 1 Worcester

Dos estudiantes de primaria de Lowell resultaron positivo el 29 de abril de 2009. Los dos estudiantes habían ido en unas vacaciones familiares a México, y se enfermaron levemente. Las autoridades locales de sanidad dijeron que los estudiantes no habían asistido a clases después de regresar de México, y no había preocupación sobre la propagación de la enfermedad.
En Spencer, dos estudiantes que también habían regresado de México resultaron positivos en el tipo A. Pero luego del resultado final por la CDC, el resultado dio negativo.
La Facultad de Medicina Dental de Harvard en Boston anunció que cerraría el viernes 1 de mayo, al igual que una clínica dental después de que se descubriera a dos casos probables y 7 otros sospechosos de haber contraído el virus A (H1N1). La facultad dijo que permanecería cerrada hasta que se descubriera si era el virus A (H1N1), por lo que se le pidió al personal docente y alumnado a permanecer en sus hogares. La Facultad de Medicina Dental de Harvard y la Facultad de Medicina dijo que permanecería abierta pero que las clases serían canceladas.
Las noticias locales de la CBS reporta que dos estudiantes habitan tenido el resultado como casos probables y 8 estudiantes tenían el virus, en Amherst College en Amherst. Todos los 10 estudiantes fueron aislados en el campus.
Los CDC anunciaron de 4 casos confirmados, de 2 adultos y dos estudiantes 2, de los siguientes condados: (3) condado de Middlesex y (1) condado de Plymouth.
Un miembro de la Guardia Costera estacionada en Cape Cod, adquirió el virus mientras se entrenaba en California, pero se reportó que se encontraba mejorando.
El 1 de mayo, el Vuelo 903 de United Airlines de Múnich hacia Washington D. C., fue desviado al Aeropuerto Internacional Logan en Boston. Un pasajero de 53 años de edad se quejó de síntomas de la gripe, por lo que fue ingresado al Hospital General de Massachusetts.
También un pasajero de alrededor 40 años, al aterrizar en el Aeropuerto Internacional Logan en Boston, iba a bordo del Vuelo 155 de American Airlines, desde Londres hacia Boston, que originalmente venía de Malasia, fue ingresado al Hospital General de Massachusetts en Boston.
El Departamento de Salud Pública de Massachusetts informó que el superintendente escolar de Ashland el caso de dos estudiantes de la escuela Ashland High School probablemente tenían el virus A (H1N1). El Superintendente de Escuelas Públicas de Lincoln confirmó luego que el estudiante de la Lincoln middle school había sido diagnosticado con la cepa del virus.
El inspector de Sanidad de Quincy confirmó que un residente de Nueva York que había sido checado en el Quincy Medical Center el 1 de mayo, había salido positivo del test del H1N1.
Al 28 de junio de 2009, Massachusetts había confirmado al menos 1 muerte y un 1287 casos provocados por la pandemia de la gripe A (H1N1).

### Míchigan
Casos confirmados por condado
- 1 Allegan
- 2 Chippewa
- 1 Clare
- 1 Hillsdale
- 1 Ionia
- 1 Kalamazoo
- 45 Kent
- 8 Livingston
- 13 Macomb
- 1 Mecosta
- 3 Missaukee
- 1 Muskegon
- 1 Newaygo
- 4 Oakland
- 1 Oceana
- 14 Ottawa
- 2 St. Clair
- 1 Van Buren
- 9 Washtenaw
- 5 Wayne

El 27 de abril, la Associated Press reportó que una mujer de 34 años del Condado de Livingston, Míchigan podía ser el primer caso reportado en este estado de la gripe porcina. Oficiales de salud del Estado enviaron los resultados al laboratorio para ser investigados en los Centros para el Control y Prevención de Enfermedades. Esta mujer se recupera en casa.
El 28 de abril, oficiales de salud dijeron al público no entrar en pánico mientras decían que solo era cuestión de tiempo de que más casos empezaran a salir en Míchigan. El 30 de abril y el 1 de mayo, las escuelas de Woodhaven fueron cerradas debido a casos sospechosos del virus. Al final, los resultados dieron negativo.
El 3 de mayo, el estado había reportado tener al menos 8 casos de la gripe A (H1N1).
Al 28 de junio, las autoridades sanitarias de Míchigan tenían reportado 7 fallecimientos y casi 700 casos de la gripe A (H1N1).

### Minnesota
El 30 de abril de 2009, el Departamento de Salud de Minnesota anunció su primer caso de la "nueva influenza H1N1" en el estado, después de ser confirmado por el CDC. El individuo infectado resultó ser residente de Cold Spring. Dos escuelas en la ciudad infectada permanecieron cerradas hasta el 6 de mayo de 2009.
Al 3 de mayo de 2009, hubo 6 casos adicionales como "probables" de la gripe A, reportados en Minnesota, incluyendo a 3 personas del condado de Hennepin y uno en los condados de Isanti, Dakota y Wrigt. Las escuelas en Orono y Minneapolis permanecieron cerradas el 4 de mayo de 2009.

### Misuri
En Misuri, el Gob. Jay Nixon anunció que había casos probable en el condado de Platte, y que una muestra había sido enviada al CDC para su confirmación.
Al 8 de mayo de 2009, el Departamento de Salud de Misuri y Servicios Senior (DHSS) reportó 10 confirmados y 4 casos probables de la influenza A/H1N1.
El 19 de mayo se reportó la muerte de la 8.ª persona en morir en los Estados Unidos y el primero en el estado de Misuri.
Al 28 de junio de 2009 el estado de Misuri había confirmado al menos 58 casos confirmados y 1 muerte por la gripe A (H1N1).

### Misisipi
El 15 de mayo de 2009 oficiales del Departamento de Salud de Misisipi reportaron los primeros tres casos en el condado de Harrison.

### Montana
El 11 de mayo de 2009, el Departamento de Salud Pública de Montana y Servicios Humanos (DPHHH) reportó el primer caso confirmado de la influenza A (H1N1).

### Nebraska
Al 14 de mayo de 2009, el estado de Nebraska tiene 27 casos confirmados, y 9 sospechosos.

### Nevada
El primer caso confirmado del virus de Nevada fue reportado el 29 de abril. Una niña de dos años fue confirmada en Reno, pero se desconoce su conexión con el resto de los casos infectados.

### Nueva Hampshire
En Nuevo Hampshire el 28 de abril, cierta cantidad de personas se les hicieron exámenes médicos por tener síntomas similares y fueron puesto en cuarentena de manera voluntaria hasta que se determinara si tenían la cepa de la gripe porcina.

### Nuevo México
El 29 de abril de 2009 el Gobernador Bill Richardson anunció que había dos casos probables en Nuevo México. Los sospechosos fueron un niño de 1 año del condado de Santa Fe y un muchacho de 18 años del condado de Valencia. Ninguno de los dos murió y se hicieron más exámenes. Aparte de la confirmación de estos casos y otros probables 26 serían confirmados el 1 de mayo.

### Nueva York
El 24 de abril de 2009, el Departamento de Sanidad de la Ciudad de Nueva York despachó un grupo de investigadores a la escuela privada St. Francis Preparatory School en Queens después de que 150 estudiantes se quejaran de tener síntomas consistentes similares a la gripe porcina. Varios de los estudiantes dijeron haber viajado a la Ciudad de México. El comisionado del Departamento de Sanidad de la Ciudad de Nueva York, el Dr. Thomas Frieden, anunció el 25 de abril que ocho nuevos casos en una escuela en Queens eran de "probable" gripe porcina. El 26 de abril en un aviso a las 3:00 PM (Tiempo del Atlántico) por los Centros para el Control y Prevención de Enfermedades (CDC) confirmaron que los casos de Queens eran en realidad el virus H1N1. Los estudiantes sufrieron solo sintamos leves, y otros se recuperaron. El 27 de abril funcionarios federales confirmaron 20 nuevos casos en los Estados Unidos en la misma escuela en Nueva York en los cuales 8 casos habían sido confirmados anteriormente. La Representante Eric Massa (D-Nueva York), un miembro del Comité de Seguridad Nacional de la Cámara, dijo "necesitamos cerrar las fronteras con México inmediatamente y completamente." Otros dos posibles casos fuera de la ciudad de Nueva York fueron notificados después.
El número siguió elevándose el 29 de abril a 51 personas.
El 14 de mayo de 2009, un profesor de un colegio del distrito de Queens, se encontraba hospitalizado en estado crítico tras haberle sido diagnosticado gripe A (H1N1). Debido a este incidente las autoridades informaron del cierre de tres colegios en Queens, incluido el de este educador, por haberse detectado una alta incidencia de síntomas que podrían corresponderse con la enfermedad. Todos los centros, el Intermediate School 238, en Hollis, el Intermediate School 5 en Elmhurst y el Public School 16 en Corona, se informó que iban a permanecer cerrados durante la siguiente semana. Sin embargo, el 17 de mayo, Mitchell Wiener, asistente de director murió debido a la gripe A (H1N1), convirtiéndose así en la primera víctima de la Ciudad de Nueva York.
El 26 de mayo de 2009 se contabilizaron 2 muertes más, el de una mujer de 41 años y el de un hombre de 34 años, por lo que el número de víctimas subió a 4 en el estado, después de que se anunciara la segunda muerte en el estado el 25 de mayo. Así mismo, al 26 de mayo, el estado contaba con 462 casos confirmados de los cuales solo 330 eran de la ciudad de Nueva York y 126 hospitalizaciones.
El 3 de junio se elevaron a 8 los fallecidos por la gripe A (H1N1) en Nueva York. Siete de los fallecimientos ocurrieron en la ciudad de Nueva York, donde más de 300 personas tuvieron que ser hospitalizadas, informó el Departamento Municipal de Salud. Por su parte, las autoridades sanitarias del estado anunciaron que a comienzos de semana un adulto residente del condado de Onondoga se convirtió en la primera persona fuera de la ciudad de Nueva York en morir a causa de la gripe A (H1N1). A nivel del estado al 4 de junio los casos confirmados eran de 866 y 553 solo en la ciudad de Nueva York.
Al 28 de junio, el estado de Nueva York contaba con 2272 casos confirmados y 41 muertos, convirtiéndolo en el estado con más fallecimientos en Estados Unidos y el segundo en el continente americano después del Distrito Federal de México con 55 muertes.

### Ohio
El 26 de abril, el Departamento de Salud de Ohio reportó que un niño de 9 años que asiste a Elyria City Schools en Elyria, condado de Lorain, había sido diagnosticado con un caso leve de la nueva gripe porcina y que su familia estaba bajo pruebas.
El Departamento de Salud de Cleveland ha recibido numerosas llamadas de residentes preocupados, porque es temporada de gripes en este momento, los doctores tendrían mucha dificultad diferenciando la gripe porcina de las otras cepas. Después del caso confirmado en Ohio y ocho en Nueva York, oficiales federales declararon una emergencia pública de sanidad.
El 29 de abril, se reportó de un caso probable en Columbus.

### Oklahoma
En Muskogee, Oklahoma un hombre que recientemente había visitado México había sido ingresado a un hospital después de tener síntomas de la gripe H1N1, pero los resultados hechos el 1 de mayo dio negativo. El 5 de mayo, una mujer del condado de Pontotoc había sido confirmada al tener el virus H1N1, El 7 de mayo, el Departamento Estatal de Salud de Oklahoma confirmó 3 nuevos casos de la gripe A/H1N1: un niño del condado de Oklahoma, un adulto y una joven del condado de Cleveland.

### Oregón
El 29 de abril de 2009 a las 4:30 PM PDT, hubo 14 muestras de gripe para ser confirmadas en Oregón. Estos casos fueron confirmados en una conferencia de prensa hecha por los oficiales de salud estatal. "Esperamos que en algún momento, tal vez esta semana, tal vez la próxima semana, vamos a tener un caso, y probablemente más, aquí en Oregón ", afirmó el Dr. Mel Kohn, el director del departamento estatal de salud. El primer caso probable fue identificado esa tarde, y confirmado a las 12:30 PM PDT el siguiente día.
Al 2 de mayo de 2009 a las 4:00 PM PDT, Oregón había identificado 11 posibles casos de influenza H1N1 en 7 condados, incluyendo a los condado de Lane, condado de Marion, condado de Multnomah, condado de Polk, condado de Umatilla, condado de Wallowa y condado de Washington. Tres de ellos fueron confirmados el siguiente día. Para el 6 de mayo, el condado de Wallowa fue el único condado con casos sospechosos en confirmar negativo, pero el condado de Clackamas fue agregado a la lista de casos confirmados.
Al 28 de junio de 2009 a las 8:00 PM PT, el Departamento de Servicios Humanos de Oregón había confirmado 291 casos confirmados de influenza H1N1 y 3 muertes.

### Pensilvania
El 3 de mayo, el Departamento de Salud de Pensilvania dijo que un hombre de 31 años del condado de Montgomery fue confirmado al tener gripe H1N1. Otro residente del condado de Montgomery fue también confirmado al tener el virus el 5 de mayo. El estado cuenta con casos confirmados en los siguientes condados: Allegheny (1), Bucks (2), Chester (1), Luzerine (1), Lycoming(1), Montgomery (2) y Filadelfia (2). Varios casos probables también estaban localizados en los siguientes condados: 10 en Filadelfia, 2 en Bucks, 2 en Chester, al igual que uno en Allegheny, Cambria, Franklin, Lehigh, Luzerne, Lycoming, Montgomery y York.

### Rhode Island
En Rhode Island, un estudiante de North Kingstown que recientemente había regresado de México de vacaciones, había sido confirmado con el virus de la gripe H1N1.
Al 8 de mayo de 2009, el Departamento de Salud de Rhode Island había contabilizado 7 casos confirmados y un caso probable de la gripe A/H1N1.

### Tennessee
El 1 de mayo, oficiales anunciaron en el condado de Williamson que un niño en el centro de Tennessee se creía que estaba infectado por el virus, por lo que su escuela, Harding Academy en el condado de Davidson tuvo que ser cerrada.
Un segundo caso posible en Collierville fue notificado en Tennessee. Los estudios médicos del St. Jude Children's Research Hospital informaron que el niño tenía el virus. La escuela Incarnation Catholic School, la segunda escuela del niño también tuvo que ser cerrada.

### Texas
De los primeros 2 muertos y de los casos confirmados en Texas, uno era un ciudadano mexicano.
Dos estudiantes de la escuela Byron P. Steele II High School en Cíbolo, Texas, fueron confirmados al tener el virus de la gripe porcina A/H1N1; luego fueron dados de alta. Un tercer posible caso, un estudiante que va a la misma escuela que los otros dos casos en Texas fueron confirmados por lo que la escuela tuvo que ser cerrada temporalmente. El 25 de abril, el Departamento de Servicios de Sanidad Estatal de Texas (DSHS) decidió cerrar Byron P. Steele II High School por una semana. Después del descubrimiento de posibles enfermos de gripe porcina, el DSHS ordenó que todas las escuelas del Distrito Escolar Independiente Schertz-Cíbolo-Universal City cerrara por al menos una semana.
El 27 de abril, un niño de 7 años de edad, un hombre de 24 años de edad, y un bebé de 3 meses en el norte de Texas fueron confirmados en tener la gripe porcina. Los tres se recuperaron y no fueron hospitalizados. Ese mismo día, el Distrito Escolar Independiente de Richardson en el norte del suburbio de Dallas, TX de Richardson, Texas cerrara una escuela elemental debido a que se confirmó dos casos de gripe porcina.
Todas las escuelas en New Braunfels y campus de los distritos escolares de Comal y New Braufels hasta el 10 de mayo, por parte de la Autoridad Médica del condado de Comal. Debido a la gripe porcina, la University Interscholastic League (UIL) suspendió todos los eventos en el estado de Texas hasta el 11 de mayo.
El 28 de abril, el Departamento de Sanidad de la Ciudad de Houston y el Texas Children's Hospital envió muestras al CDC. Otros posibles casos se encontraron en el Baylor College of Medicine, Memorial Hermann Hospital y el St. Luke's Hospital.
Un niño de 23 meses de edad de origen mexicano murió en Houston tras ser llevado desde Brownsville el 28 de abril, convirtiéndolo en la primera muerte debida a la epidemia en los Estados Unidos. El niño había llegado a Brownsville el 4 de abril a visitar a sus familiares y fue ingresado a un hospital de Brownsville el 13 de abril, y fue transferido al Houston Children's Hospital el siguiente día.
El 29 de abril, fue confirmado por el condado de Harris que un estudiante de la Episcopal High School en Bellaire había contraído el virus A/H1N1. En el seguimiento de las directrices de la Salud Pública del Condado de Harris y el Departamento de Servicios Ambientales, la escuela tuvo que ser cerrada hasta nuevo aviso.
El 30 de abril, 8 casos sospechosos fueron confirmados en el condado de El Paso.
El Departamento de Salud Pública de El Paso identificó 11 casos sospechosos más de la influenza A (H1N1) el viernes 1 de mayo, llegando a un total de casos sospechosos de 19. Lamar Consolidated ISD closed Lamar Junior High School due to a suspected (probable) case. Weslaco ISD cerró todos sus campus por 7 días después de que se confirmara de que uno de sus estudiantes tenía el virus.
El 5 de mayo, Judy Trunnell, una mujer en sus 30s con "condiciones crónicas" murió de la gripe A (H1N1) en el condado de Cameron, cerca de la frontera entre Estados Unidos y México. Ella fue la primera ciudadana estadounidense en fallecer por el virus. La mujer, una maestra de educación especial, antes de fallecer había dado a luz a un bebé, por medio de una cesaría. Ella había estado en coma después de haber estado en el hospital desde el 19 de abril. La mujer también había sufrido de asma, artritis reumatoide y una condición de la piel.

### Utah
El 28 de abril de 2009, un estudiante de Park City fue sospechoso de tener la influenza. Dos estudiantes en la misma escuela empezaron a tener síntomas, por lo que fueron diagnosticados como casos probables de influenza A/H1N1. Todas las 8 escuelas en el distrito escolar de Park City cerraron el siguiente día. El 1 de mayo, el número de casos probables incrementaron a 9; 6 en el condado de Summit (Park City), 2 en el condado de Salt Lake City y 1 en el Distrito de Salud Morgan-Weber y alrededor de 80 casos sospechosos. El 2 de mayo, se confirmaron los primeros casos, y 7 casos más fueron confirmados el 6 de mayo.
El 20 de mayo, el estado confirmó su primera muerte, un joven de 22 años, que murió en un hospital de Salt Lake City y un total de 116 casos se habían confirmado a la fecha en el estado.

### Vermont
El 6 de mayo, el Departamento de Salud de Vermont anunció su primer caso probable de la gripe H1N1 en el condado de Orleans.

### Virginia
El Departamento de Salud de Virginia confirmó 14 casos el 7 de mayo de 2009. Nueve de esos casos fueron contabilizados en Lexington, Virginia en el campus de la Universidad de Washington y Lee. Además, hubo dos casos en el Distrito de Salud de Chesterfield, y uno en Arlington, Norfolk, y los distritos de Salud Three Rivers. El DEpartamento de Salud de Virginia informó de los casos por cada distrito de salud, a menudo sin decir el nombre del condado, citando a HIPAA por las leyes de privacidad, al igual de tratar de no crear "sentido de común falso contra la salud".

### Virginia Occidental
Al 9 de junio Virginia Occidental había contabilizado 26 casos confirmados, luego de haber confirmado el 1 de junio el primer caso y el último estado en confirmar el virus.

### Washington
En la tarde del 10 de mayo de 2009, el Departamento de Salud de Washington notificó 128 casos confirmados, 19 casos probables, y una muerte debido a la influenza A/H1N1.
Al 9 de mayo, se anunció que un hombre del Snohomish, el fallecido es un hombre de entre 30 y 40 años que tenía problemas de corazón y murió el jueves en el estado de Washington como consecuencia del virus.

### Wisconsin
El 12 de mayo de 2009, Wisconsin había confirmado 414 casos, de los cuales la mayoría se habían contabilizado en la parte sur y sureste del estado. Cabe destacar que la mayoría de estas personas fueron infectadas entre el 5 y 7 de mayo, y esto se debe a que se incrementó la capacidad para hacer pruebas de laboratorios en ese estado.
Al 28 de junio Wisconsin seguía siendo el estado con más personas infectadas en el país con 4273 casos confirmados y probables por la CDC y 3472 casos por las autoridades sanitarias del estado y 4 fallecimientos a lo largo del estado.

### Wyoming
El 27 de mayo Wyoming se convirtió en el estado número 49 en ser infectado por la gripe A (H1N1) y 50 con el distrito de Columbia.